# 20005 Zagarella
20005 Zagarella este o planetă minoră (asteroid), cu un diametru de 2,263 km, din centura de asteroizi. A fost descoperită pe 8 aprilie 1991 la Observatorul La Silla de Eric Walter Elst. 
Obiectul prezintă o orbită caracterizată de o semiaxă mare de 2,3211021 UAi, o excentricitate de 0,04, o înclinație de 3,95017 ° în raport cu ecliptica.